# Método espectrométrico
Los métodos espectrométricos son métodos instrumentales empleados en química analítica basados en la interacción de la radiación electromagnética, u otras partículas, con un analito para identificarlo o determinar su concentración. Algunos de estos métodos también se emplean en otras áreas de la química para elucidación de estructuras.
Estos métodos emplean técnicas que se dividen en técnicas espectroscópicas y en técnicas no espectroscópicas. Las técnicas espectroscópicas son aquellas en las que el analito sufre procesos de absorción, emisión o luminiscencia. El resto corresponde a técnicas no espectroscópicas.
Las técnicas espectroscópicas se diferencian también según la forma en la que se encuentra el analito en el momento en el que sufre el proceso espectroscópico, dando lugar a la espectroscopia atómica y a la espectroscopia molecular.
Según el rango de energía que presente la radiación electromagnética existen diferentes técnicas, por ejemplo, espectroscopia de infrarrojo, espectroscopia de resonancia magnética nuclear, etcétera.
Las técnicas no espectroscópicas aprovechan diferentes propiedades de la radiación electromagnética, como el índice de refracción o la dispersión.
Otra técnica importante es la espectrometría de masas, también empleada en química orgánica para la elucidación de estructuras moleculares.